# Rockwell XFV-12
Le Rockwell XFV-12 est un prototype d'avion à décollage et atterrissage vertical conçu par Rockwell International en 1977. Sa conception avait pour objectif de combiner les capacités de vitesse et d'emport du McDonnell Douglas F-4 Phantom II, le tout dans un appareil VTOL pour embarquer sur le Sea Control Ship alors en projet à cette époque. Les capacités de décollage vertical ne furent pas démontrées, et le projet fut abandonné.

## Développement

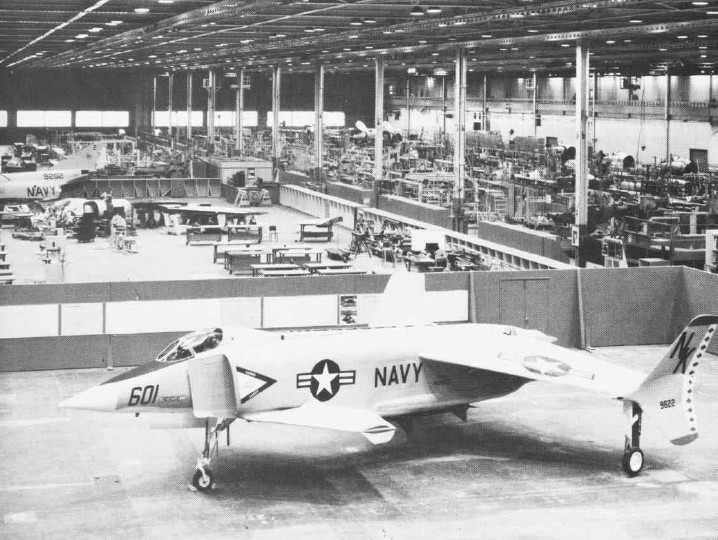
Maquette du XFV-12 en 1973.

À la suite d'un appel d'offres de l'US Navy pour un chasseur supersonique à décollage vertical devant embarquer sur un concept de porte-avions léger en 1972, Rockwell proposa le XFV-12 qui évinça son principal projet concurrent, le Convair Model 200 (en).
Un prototype est construit en 1977 dans l'usine de la North American Aviation, Naval Weapons Industrial Reserve Plant, Colombus accolé à l'aéroport international John Glenn Columbus. Mais son moteur n'était pas assez puissant pour un décollage vertical et le projet est annulé en 1982.

### Avion comparable
- Ryan XV-5 Vertifan
- Lockheed XV-4 Hummingbird
- VFW-Fokker VAK 191B
- Hawker Siddeley Harrier

### Listes associées
- Liste d'avions de chasse
- Liste des aéronefs des forces armées des États-Unis